# Amyrine
Les amyrines forment un couple d'isomères de formule brute C30H50O appelés α-amyrine et β-amyrine. Ce sont des triterpénoïdes très largement distribués dans la nature. Elles ont été isolées à partir d'une grande variété de plantes.